# Hrdina (film)
Hrdina (čínsky v českém přepisu Jing Siung, pchin-jinem Yīng Xióng, znaky 英雄) je čínský historický a bojový film režiséra Čanga I-moua, v kterém hlavní roli ztvárnil Jet Li. Premiéra proběhla v Číně 24. října 2002. Šlo o nejdražší film v historii čínské kinematografie[zdroj?].

## Obsah
Hrdina je zastupitelem žánru legend o čínských hrdinech ovládajících bojová umění. Je volně založen na čínské legendě o Ťing Kche. Skupina vrahů – Sněhová vločka (飞雪; Maggie Cheung), Zlomený meč (残剑; Tony Leung Chiu Wai) a Nebeský (长空; Donnie Yen) – přísahali, že zabijí krále říše Čchin (秦王; Čchen Tao-ming). Bezejmenný (无名; Jet Li) přichází do královského hlavního města, aby obdržel odměnu nabízenou za jejich porážku. Jeho konverzace s králem říše Čchin a vzpomínky, které jsou zde ztvárněny, utvářejí náplň filmu. Čang C’-i hraje dívku jménem Měsíc (如月), služebnici Zlomeného meče.